# Jonas Hielm (präst)
Jonas Hielm, född 26 november 1726 i Göteryds församling, död 6 juni 1797 i Hallaryds församling, Kronobergs län, var en svensk präst.

## Biografi
Jonas Hielm föddes 1726 i Göteryds församling. Han var son till kyrkoherden Erik Hielm och Sara Cavallia. Hielm blev 1747 student vid Lunds universitet och dispituerade 1750. Han avlade magisterexamen 1754 och prästvigdes 1757. Hielm blev 1767 komminister i Pjätteryds församling och 1771 i Hamneda församling. År 1784 blev han kyrkoherde i Hallaryds församling. Han avled 1797 i Hallaryds församling.

### Familj
Hielm gifte sig 30 december 1767 med Maria Elisabet Wickenberg (1749–1834). De fick tillsammans barnen apotekargesällen Erik Hielm (född 1769), Sara Christina Hielm (född 1772) som gifte sig med komministern Per Anders Wising i Färgaryds församling, Eva Maria Hielm (född 1775) som gifte sig med hemmansbrukaren Erik Möller, Petronella Johanna Hielm (född 1777), Rebecka Catharina Hielm (född 1782), Josua Hielm (född 1785) och Carl Hielm (född 1785).